# NEXTAGE (ロボット)
NEXTAGE（ネクステージ）は、カワダロボティクス株式会社が開発・販売するヒト型ロボットで、製造現場での安全性と生産性の向上を目指している。呼称は双腕多関節ロボットや人型工業用ロボットなど、さまざまある。
産業用ロボットの一種の協働ロボットである。

## 概要
NEXTAGEは、1998年度～2003年度に実施された「人間協調・共存型ロボットシステムプロジェクト（ヒューマノイドロボットプロジェクト）」の成果を基に開発された。このプロジェクトでは、カワダロボティクス（当時は川田工業株式会社）が製作設計を担当したHRP-2ロボットが開発され、現在も研究機関で使用されている。NEXTAGEは2009年に提案され、実用的な製造現場での協働を目的としたロボットとして進化した。
2018年6月に新型「NXA」シリーズを発表した。

## 設計と特徴
NEXTAGEは15軸の自由度を持つ双腕多関節ロボットで、頭部にステレオカメラ、手に追加のカメラを装備し、精密な物体認識と操作が可能。各アームのペイロードは最大6kgで、位置再現性は高く、安全柵なしで人間と一緒に働くことができる。クロスマークシールを用いた環境認識機能により、作業環境の変更やロボットの移動が容易。また、独自のソフトウェア「NxProduction」を標準搭載しており、プログラミング知識がなくても操作が可能。

### 技術仕様
- 自由度　15軸（各アーム6軸、首2軸、腰1軸）[4]
- ペイロード（可搬質量）　両アーム最大6kg[1][2]
- 安全機能　アクチュエータ出力80W以下、安全柵なしで協働可能[4]
- 環境認識　ステレオカメラ、クロスマークシール使用[4]
- ソフトウェア　NxProduction（プログラミング不要の操作）[4]

## アプリケーションと導入例
NEXTAGEは製造業や3品産業（食品、化粧品、医薬品）の製造ラインをはじめとした幅広い産業で活用されている。
- 自動車・電機産業

組立や検査作業に使用。自動車や電機関連の多品種少量生産ラインで有効。
- 化粧品・日用品産業

梱包や出荷作業に活用。具体的には、資生堂や花王などへ導入。
- 物流分野

2018年の国際物流総合展で、3m×3mのエリア内で部品ピッキング作業をデモンストレーション。SLAM式AGV（Automated Guided Vehicle：無人搬送車）を使用し、特別な装置なしでピッキング、梱包、検査、サービングを行う。
- 具体的な事例
  - 世界最大の貨幣処理機メーカーであるグローリー株式会社の埼玉工場では、貨幣処理機の組立作業にNEXTAGEが使用され、「第5回ロボット大賞 次世代産業特別賞」（2012年）を受賞した。また、2013年には「第5回ものづくり日本大賞 経済産業大臣賞」も受賞。
  - ロボットカフェ - 2020年8月31日、川田テクノロジーズとオリィ研究所は、「テレバリスタプロジェクト」開始を発表[5]。翌2021年より、オリィ研究所の「OriHime」とともにNEXTAGEは「分身ロボットカフェ DAWN ver.β」へ導入され、活用の場を広げている[6][7]。

NEXTAGEは電子機器、自動車、食品産業など100以上の生産・物流現場への導入に加え、近年では飲食店など更に幅広い分野で活躍している。

## 受賞と評価
NEXTAGEは以下の賞を受賞しており、その革新性が評価されている。
- 2012年: 第5回ロボット大賞 次世代産業特別賞（グローリー株式会社との共同受賞）[4]
- 2013年: 第5回ものづくり日本大賞 経済産業大臣賞[4]